# The Chariot
The Chariot sono stati un gruppo musicale statunitense formatosi nel 2003 a Douglasville e scioltosi nel 2013.

## Formazione

### Ultima
- Josh Scogin - voce (2003-2013)
- Brandon Henderson - chitarra solista, cori (2011-2013)
- Stephen Harrison - chitarra ritmica, cori (2009-2013)
- David Kennedy - batteria (2008-2013)

### Ex componenti
- Jon "KC Wolf" Kindler - basso, cori (2006-2012)
- Jon Terrey - chitarra solista, cori (2006-2008, 2010)
- Bryan Russell Taylor - chitarra solista (2008-2010)
- Dan Vokey - chitarra ritmica, cori (2008-2009)
- Dan Eaton - basso, chitarra ritmica, basso (2006-2008)
- Jake Ryan - batteria (2005-2008)
- Joshua Beiser - basso (2003-2006)
- Keller Harbin - chitarra solista, voce secondaria (2003-2006)
- Jeff Carter - batteria (2004-2005)
- Tony Medina - chitarra ritmica (2003–2005)

### Turnisti
- Mark McGee - batteria (2008)
- Mark Nicks - batteria (2005)

## Discografia

### Album in studio
- 2004 - Everything Is Alive, Everything Is Breathing, Nothing Is Dead, and Nothing Is Bleeding
- 2007 - The Fiancée
- 2009 - Wars and Rumors of Wars
- 2010 - Long Live
- 2012 - One Wing

### Raccolte
- 2011 - Before There Was

## Videografia

### DVD
- 2004 - Ladies and Gentlemen... The Chariot
- 2007 - One More Song